# Коммеморативная практика
Коммеморативная практика, коммеморация (от лат. memorialis — памятный) — социальная практика, основу которой составляет мобилизованная коллективная память о значимых событиях и личностях. Коммеморация является материальным компонентом и важнейшим инструментом формирования исторической памяти. Коммеморативные практики могут использоваться как политический инструмент. Они могут существовать как в рамках государственного дискурса и поддерживать власть (в том числе политика памяти), так и быть оппозиционными по отношению к ней или демонстрировать аполитичность.

## Содержание и цели
Единство в понимании сущности этого явления отсутствует. Разные авторы акцентируют внимание на его функциональном, содержательном или структурном аспектах. Однако все исследователи сходятся в признании мощного воспитательного и образовательного потенциала этих практик. Эмиль Дюркгейм изучал феномен в контексте архаичных «позитивных» ритуалов. Аллан Мегилл рассматривал коммеморацию в первую очередь как механизм социальной солидаризации. Предмет коммеморативных практик исследовали Эрик Хобсбаум, выдвинувший концепцию изобретения традиции, и Пьер Нора, который ввёл понятие место памяти. Все исследователи отмечают, что в ходе коммеморативных практик прошлое предстаёт не как таковое, а в качестве особого феномена, который создан исходя из актуальных задач конкретного общества и призван решать значимые для этого общества задачи, формирования ценностей и моделей поведения.
Понятие коммеморативных практик относится прежде всего к ежегодным светским и церковным праздникам, военным парадам, чествованиям юбилеев определённых людей и исторических событий, юбилеев городов и республик, регулярно проводящимся ритуалам и церемониям, формированию экспозиций музеев, созданию или разрушению памятников и определённых зданий. Благодаря ежегодным праздникам и ритуалам общественность усваивает желательные образы исторического прошлого. Ритуалы и праздники включают в себя стилизацию и стереотипизацию, вербальные формы и невербальные жесты. Целью этих практик является закрепление в человеческой памяти конкретной картины прошлого. На этих мероприятиях участники «вспоминают» и эмоционально переживают знаковые события прошлого. В настоящее время аудитория этих ритуалов максимально велика, включая всех, кто получает сведения из СМИ.
В рамках этнонационального дискурса существует ряд коммеморативных практик, включая удревнение этнической культуры, идентификацию «своего» этноса с местными археологическими культурами, расширение этнополитических границ в территориальном и временном масштабах.
Государством организуются общенациональные праздники, отсылающие к ключевым событиям истории нации. Они закрепляют память об истоках государства, его предполагаемых основателях, начале нынешнего политического режима и людях, воспринимаемых как его герои, о борьбе с предполагаемыми врагами. Если сражения были проиграны, речь идёт о патриотизме и жертвах, принесённых во имя нации. Ежегодность и кодифицированность этих акций призваны свидетельствовать о прочности государства, режима и исторической преемственности или, напротив, о разрыве с нежелательным прошлым.
В различных государствах, в первую очередь в государствах, имеющих федеративное устройство, в отдельных составляющих его автономиях, областях, землях могут продвигаться свои образы прошлого и организовываться собственные праздники и ритуалы. Коммеморативные практики часто обнаруживают конфликт интересов государства с гражданским обществом. Праздники и ритуалы организуются политическими партиями и движениями, корпорациями, религиозными конфессиями, общественными организациями, городами и сельскими населёнными пунктами. Политическое движение может как создавать свой праздник (7 ноября у коммунистов России и др.), так и присвоить собственный смысл общегосударственному празднику (например, попытка присвоения Дня народного единства «Русским маршем», проводимым националистами в день этого праздника, 4 ноября). Свои юбилеи стремятся отмечать отдельные регионы и города.
Гражданская оппозиция обычно стремится закрепить память, к которой государство относится негативно. К числу оппозиционных принадлежит День памяти жертв политических репрессий 30 октября, в который проводится акция «Возвращение имён». Представители народов, в советский период подвергшихся депортации, проводят собственные дни скорби рядом с соответствующими монументами. В 2013 году в Москве был запущен негосударственный мемориальный проект «Последний адрес», направленный на увековечивание памяти о жертвах политических репрессий в годы советской власти. Государство может заимствовать гражданскую инициативу (шествие «Бессмертный полк»).
Важным действующим лицом коммеморативных практик выступает религия. Религиозные церемонии может организовывать религиозная организация (церковь) или гражданские активисты. Эти церемонии призваны закрепить память о предках и далёком прошлом. В Японии проводится Обон, религиозный праздник поминовения усопших, который организуют корпорации и учебные заведения. В Индии паломничества (ятра) к святым местам организуют индуистские активисты, а в последнее время — турагентства.
А. М. Эткинд отмечал, что в Германии память о болезненных для страны событиях закреплена в монументах, во Франции — в историографической традиции, в Восточной Европе и России — в основном в «мягких формы памяти», в нарративах — романах, фильмах, альтернативной истории и споров о прошлом. Эта «горячая память» вызывает весьма эмоциональную и неоднозначную реакцию. Однако для её преемственности нужны «твёрдые формы», включая памятники, мемориалы и музеи. Памятные места, которые связаны с «горячей памятью» и нагружены символикой, могут становиться основой официальных церемоний и ритуалов (например, церемония возложения цветов у Могилы Неизвестного солдата возле Кремлёвской стены в День Победы).
Памятные места могут становиться отправной точкой для массовых протестов. Например, выступления оппозиции в Будапеште в 1956 года начались на площади, где находится памятник генералу Юзефу Бему, руководителю сопротивлению русской армии во время Венгерского похода 1849 года. Памятники, посвящённые политическим деятелям часто являются местом сбора их последователей. КПРФ начинает митинги и шествия в Москве на Калужской (бывшей Октябрьской) площади у памятника Ленину или на Театральной площади недалеко от памятника Марксу. Демократической оппозицией проводятся акции на проспекте Академика Сахарова. Мероприятия православных националистов проходят у памятника Кириллу и Мефодию или у памятника Николаю II в Тайнинском.
Пьер Нора неоднократно утверждал, что места памяти и поддерживающая их коммеморация являются фиктивными. В отличие от исторических объектов, они не имеют референции в реальности. Вместо понятия коммеморация он предлагал ввести понятие ремеморации — стратегии управления прошлым в интересах настоящего.

## История
Коммеморативные практики зародились ещё в древности, но особую актуальность и значимость получили в рамках культуры современности, в эпоху, которую историк Пьер Нора назвал «коммеморативной».
Событие, с которым связывается возникновение государства, не всегда сразу начинает отмечаться как праздник. Во Франции День взятия Бастилии начали отмечать с 1880 года, через столетие после события. В Германии празднование годовщины франко-прусской войны началось в 1896 году, спустя 25 лет после окончания конфликта. В СССР победа в Великой Отечественной войне начала отмечаться официально лишь в 1965 году. Тогда же армяне впервые провели общенациональные памятные мероприятия по скорбной годовщине армянского геноцида 1915 года.
Однако уже вскоре после Октябрьской революции в советской России стали проводить праздничные инсценировки, которые демонстрировали как историю революционного движения в России от крестьянских бунтов до Октября, так и революционное движение на Западе от восстания Спартака до создания Парижской коммуны. В центре внимания были не хронология или точность в воспроизведении исторических событий, а демонстрация торжества идеи прогресса в её понимании марксистами, апеллируя к эмоциям. Эти праздники имели целью поддерживать революционной энергию масс. Однако к началу 1930-х годов власть стала более уверенной, сменилась политическая повестка, и эти празднования были свёрнуты.
Праздник может быть установлен и на основе древнего события. Так, воссоздание государства Израиль, которое требовало опоры на героическое прошлое, отсылало к зилотам Масады, сопротивлявшимся Римской империи. В течение двух десятилетий в этом памятном месте велось принятие воинской присяги. В 1971 году шахом Ирана в Персеполе были организованы торжества в честь 2500-летия Персидской империи.
Новые ценности предполагают переоценку событий прошлого. До 1960-х годов национальная память в западных странах подчёркивала тематику героизма и побед, но затем в центре внимания стали права человека, антирасизм, антифашизм, антиколониализм, феминизм, толерантность к меньшинствам. Так, в Германии имели известность памятники, прославляющие победоносные войны и участников этих конфликтов, однако затем распространение в ней получили мемориалы, посвящённые жертвам Холокоста. Главный такой памятник находится в центре Берлина недалеко от Бранденбургских ворот и выполнен в виде лабиринта с именами жертв нацистского геноцида. Теодор Адорно утверждал, что после Холокоста невозможно писать стихов, но для представителей новых поколений, которым этот геноцид был известен только как история, память о нём стала основой для создания материальных объектов, обладающих «эстетикой эпохи модерна».
В конце XX — начале XXI века происходит «бум памяти», сопровождающийся «музеализацией». Стали популярны экскурсии и туристические поездки по памятным местам, посещение музейных экспозиций, паломничество и религиозные ритуалы и церемонии, в том числе крестные ходы. Также широко распространилась «историческая реконструкция». Изменения затронули и музейную практику. Традиционно музеи являлись «коллекцией „окаменелостей“, реифицировали прошлое и были его „кладбищем“», то в эти десятилетия в них чаще чередуются или меняются экспозиции, чаще проводятся временные выставки, они предоставляют площадки для лекций, дискуссий, детских игр.
В России коммеморация производится в том числе в отношении военных событий российской истории; может рассматриваться как инструмент воспитания. Память о Великой Отечественной войне в России претерпевает значительные изменения. Ранее основное внимание уделялось героизму победителей, однако в новейший период всё большую роль отводят темам страданий и жертв. Эти изменения отражены в трансформации экспозиции главного Музея Победы на Поклонной горе, за которым следуют и другие музеи; проходящих во многих российских регионах судах, рассматривающих преступления военного времени; центральной роли, которую в российской политике памяти занял федеральный проект «Без срока давности», начатый в 2019 году с целью изучения преступлений нацистских оккупантов на территории России. Факты соучастия во вторжении в СССР, оккупации и преступлениях представителей ряда стран Европы (Италии, Испании, Финляндии, Норвегии и др.) перестали затеняться и стало а скорее акцентироваться. В феврале 2024 годов МВД России объявило в розыск ряд политиков балтийских стран за «надругательство над исторической памятью» — участие в разрушении памятников советским солдатам, погибшим во время Второй мировой войны.